# Sørland
Sørland este o localitate din comuna Værøy, provincia Nordland, Norvegia, cu o suprafață de 0,96 km² și o populație de 584 locuitori (2013).